# 正十二醛
正十二醛（也称为月桂醛，1-十二醛）是一种有机化合物，分子式C12H24O，结构简式CH3(CH2)10CHO，常温常压下为无色液体，可由1-十二烷醇脱氢生成。